# "صن شاين" سوني باين
جون ويليام باين (29 نوفمبر 1925-10 فبراير 2018)، المعروف باسم «صن شاين» سوني باين، كان مقدمًا إذاعيًا أمريكيًا قدم موسيقى البلوز كمضيف لبرنامج «كينق بسكويت تايم» الإذاعي على كي أف أف أيه في هيلينا، أركنساس من عام 1951 حتى وفاته. في عام 2010 تم ترشيحه لدخول قاعة مشاهير البلوز.

## الحياة والوظيفة
ولد جون ويليام باين في هيلينا، ابن غلاديس سوب باين وويليام جي باين. في عام 1940 بدأ العمل كصبي ورقي، والتقى بموسيقيي البلوز روبرت لوكوود جونيور وسوني ميلر. تقدم بطلب للعمل في محطة إذاعية كي أف أف أيه عندما بدأت العمل في عام 1941، وبدأ كبواب وصبي مهمات في المحطة قبل يومين من بدء البث. في عام 1942، في غياب مالك المحطة والمذيع سام أندرسون، بدأ أيضًا في قراءة الإعلانات التجارية في فتحة المحطة التي تبلغ مدتها 15 دقيقة برعاية شركة كينق بسكويت فلور، وبدأ في تعلم العزف على بيز. في وقت لاحق من ذلك العام، كذب بشأن عمره وانضم إلى جيش الولايات المتحدة، استمر في الخدمة في كتيبة الإشارة 75 في جزر ألوتيان وغينيا الجديدة.
ترك القوات المسلحة عام 1948 في سان أنطونيو، تكساس، وانضم إلى صديق عازف الجيتار بود ديفيس لمرافقة تيكس ريتر في جولة. عمل كعازف جهير مع ريتر، هاري جيمس وآخرين، وقام بجولة وعمل في شيكاغو حتى عام 1951، عندما عاد إلى هيلينا وحصل على وظيفة مذيع في كي أف أف أيه. في ذلك العام، بدأ العمل كمضيف لبرنامج «كينق بسكويت تايم». بحلول الوقت الذي بدأ فيه البث المنتظم، كان العرض قد حاز بالفعل على جمهور عريض كوسيط مؤثر بشكل كبير موسيقى البلوز في دلتا في وقت كان يُسمع فيه القليل من الموسيقى الأمريكية الأفريقية على الهواء. في البداية، كان موسيقيو البلوز مثل سوني بوي ويلهامسون يلعبون بشكل مباشر في الأستوديو، وبعد ذلك تحول البرنامج بشكل أساسي إلى تشغيل التسجيلات. نمت سمعة العرض على مر السنين إلى أبعاد دولية، وعززها طقطق سوني بانيه غير المألوف. حصل على لقب «صن شاين» بعد تعليق غاضب على الهواء حول الطقس، عندما شارك يومًا ما في بث مباشر خارجي، اعتبره روبرت لوكوود جونيور مزحة جارية. يتم بثه حاليًا من استوديو KFFA الموجود في دالتا كالتشر سنتر في هيلنا. توفي باين في 10 فبراير 2018، عن عمر يناهز 92 عامًا، بعد أن عانى سكتة دماغية في وقت ما مؤخرًا.

## الجوائز
حصل باين على جائزة جورج فوستر بيبودي عام 1992 لإنجازه المتميز في مجال الصحافة الإذاعية والمسموعة. وتلقى مرتين جائزة «كييبنق ذا بلوز أليف» من بلوز فاونديشن. تم تجنيده في قاعة مشاهير مؤسسة بلوز في 5 مايو 2010.